# 오페라 모바일
오페라 모바일(Opera Mobile)은 오페라 소프트웨어가 스마트폰과 PDA용으로 개발한 오페라 웹 브라우저로, 오페라 모바일의 첫 버전은 2000년에 출시되었다. 오늘날, 오페라 모바일은 윈도 모바일, S60 및 심비안 운영 체제를 구동하는 기기에서 작동한다. 오페라 모바일 10은 OEM과 통신사용으로 2009년 12월 10일 공개되었으며, 다운로드 링크는 2010년 3월 16일 만들어졌다. 오페라 모바일은 안드로이드, BREW, 윈도우 모바일, 심비안/S60 플랫폼을 지원하며, 마에모 기기용으로 현재 개발중이다.

## 역사
오페라 모바일을 작동한 첫 기기는 사이언 시리즈 5, 시리즈 5mx, 시리즈 7, 사이언 넷북이다. 그 기기는 2000년에 출시된 오페라 모바일 3.6 버전을 구동했다. 그 후 오페라 모바일은 2003년 윈도우 모바일 운영체제로 포팅되었다.
- 윈도우 모바일 포팅 후 출시된 첫 버전은 버전 6.0이었다.
- 2003년 6월 25일, 버전 6.01이 나왔다. 이 버전은 버그 수정에 초점을 맞춘 마이너 업데이트다.
- 2003년 10월 27일 출시된 버전 6.10은 사용자 인터페이스. 사용성. 페이지 렌더링과 퍼포먼스 최적화등의 향상이 있었다. 또한 이 버전부터는 프록시 서버, WAP, 다국어를 지원하기 시작했다.
- 2005년 11월 14일, 버전 8.0이 출시되었다. 이 버전은 오페라 모바일 가속기라는 기능을 추가했다. 이 기능은 오페라가 구동하는 서버에서 페이지 콘텐츠를 최적화해서 휴대폰의 인터넷 사용량을 줄이는 기능이다. 이 버전부터는 다이나믹 HTML과 기타 몇몇 웹 표준 사항을 준수하기 시작했다.
- 2005년 11월 14일, 버전 8.5가 출시되었다. 이 버전은 비밀번호 관리 및 폼 자동 완성 기능을 추가했다. 또한 안정성도 향상되었다.
- 2006년 4월 5일, 버전 8.6이 출시되었다. 이 버전은 심비안 OS 9를 지원하기 시작했으며, 다중 브라우징 창. SVG 지원. URL 자동완성등의 기능을 추가했다.
- 2006년 8월 29일, 버전 8.65가 출시되었다. 이 버전은 최적화와 안정화에 초점을 맞췄다.
- 2007년 2월, 오페라 모바일 9.0이 예정된 기능 리스트와 함께 발표되었다. 하지만 이유에 대한 언급 없이 이 버전은 취소되었다.[5]
- 2008년 2월 5일, 오페라 모바일 9.5이 발표되었다.[6] 또한 앞으로 나올 베타 버전의 공개 시기를 발표하였다. 첫 베타 버전은 2008년 7월 17일에 윈도우 모바일 용으로만 공개되었다.
- 2008년 10월 20일, 오페라 모바일 9.5 베타 2가 공개되었다. 이 버전은 오페라 위젯에 대한 지원을 추가했고, 심비안 UIQ3 플랫폼을 지원하기 시작했다.
- 2009년 3월 26일, 오페라는 오페라 모바일 9.5의 정식 버전은 출시되지 않을 것이라고 밝혔다. 대신 프레스토 레이아웃 엔진의 변화 때문에 오페라 모바일 9.5에 대한 기능은 오페라 모바일 9.7 베타로 옮겨질 것이라고 밝혔다.
- 2009년 6월 8일, 오페라 모바일 9.7 베타가 공개되었다. 이 버전은 프레스토 2.2와 오페라 터보를 지원하게 되었다. 그 외에 9.7 버전으로 계획된 기능은 향상된 위젯 관리자, 구글 기어스와 OpenGL ES 서비스 지원 등이다.
- 2009년 11월 2일, 심비안 S60용 오페라 모바일 10 베타가 공개되었다. 이 버전은 새로워진 사용자 인터페이스와 성능 향상등이 있었다.
- 2009년 12월 10일, 오페라 모바일 10이 통신사와 OEM 용으로 공개되었다. 이 버전은 오페라의 새로운 사용자 인터페이스를 적용해서[오페라 모바일과 오페라 미니를 사용하는 모든 플랫폼의 사용자 인터페이스를 통일했다.
- 2010년 2월 12일, 오페라 모바일 10 베타 3이 윈도우 모바일과 심비안 기기로 공개적으로 릴리즈됐다. 이 버전은 어도비 플래시 라이트 3.1을 지원하고, 서드 파티 입력기를 지원한다.
- 2010년 3월 16일, 오페라 모바일 10이 정식으로 출시되었다.
- 2010년 5월 11일, 오페라 랩이 마에모용 오페라 10의 프리뷰 빌드를 공개했다. 이 프리뷰 빌드는 카라칸이라는 오페라의 새로운 자바스크립트 엔진을 탑재했다.

## 기능
오페라 모바일은 프레스토 레이아웃 엔진을 사용해서 Ajax 등의 많은 웹 표준을 지원한다. 버전 9.7부터 오페라 터보로 웹 페이지를 압축해서 전송받을 수 있는 기능이 생겼는데. 이 기능은 웹 페이지 로딩 시간을 단축 시켜주고 통신망 사용량을 줄여준다.
또한 오페라 모바일은 오페라의 "소형 스크린 렌더링(SSR)" 기술과 텍스트 래핑 기술을 이용해서 웹 페이지를 작은 스크린에 최적화된 형태로 재포맷 할 수 있다.
오페라 모바일 10은 스피드 다이얼 기능을 포함하고 있다. 이 기능은 사용자가 새 탭이 열렸을 때 표시되는 창에 링크를 추가해서 추가한 링크를 섬네일 형태로 볼 수 잇게 해주는 기능이다. 이 기능을 한번 설정하면, 이 기능은 사용자가 선택된 웹 페이지로 더 쉽게 탐색할 수 있도록 도와준다. 또한 오페라 모바일 10은 탭 브라우징, 비밀 번호 관리자, 팝업 핸들러, 복사 & 붙여넣기, 주소 자동 완성. 페이지 줌, 북마크 등의 기능을 포함하고 있다.
이 브라우저는 스타일러스나 손가락 터치, 그리고 키패드로 사용될 수 있다.

## 기기
오페라 모바일은 다음과 같은 기기에 설치된 상태로 출시된다. 그리고 보통 특별한 빌드가 개별 기기용으로 만들어진다. 오페라 모바일을 기본적으로 설치한 상태로 나오는 기기들은 다음과 같다.
- 노키아 N90
- 소니 에릭슨 P1
- 엑스페리아 X1
- HTC 터치 비바
- HTC 터치 다이아몬드
- HTC 터치 다이아몬드2
- HTC 터치 프로
- HTC 터치 프로2
- HTC 터치 HD
- HTC HD2
- 마이주 M8
- Creative Zii
- 삼성 옴니아
- 삼성 옴니아 II
- 모토로라 ROKR E6

## 같이 보기
- 오페라 미니